# Saison 2 d'Unité 9
Chronologie
Saison 1 Saison 3
Cet article présente les vingt-quatre épisodes de la deuxième saison de la série télévisée québécoise Unité 9.

## Distribution

### Acteurs principaux

#### Détenues
- Guylaine Tremblay : Marie Lamontagne (24 épisodes)
- Céline Bonnier : Suzanne Beauchemin (24 épisodes)
- Catherine Proulx-Lemay : Michèle Paquette (24 épisodes)
- Anne Casabonne : Annie Surprenant (23 épisodes)
- Ève Landry : Jeanne Biron (21 épisodes)
- Sarah-Jeanne Labrosse : Laurence Belleau (21 épisodes)
- Myriam Côté : Avril Robertson (21 épisodes)
- Simone-Élise Girard : Judith Carpentier (18 épisodes)
- Geneviève Schmidt : Jessica Poirier (17 épisodes)
- Micheline Lanctôt : Élise Beaupré (13 épisodes)
- Catherine-Anne Toupin : Shandy Galarneau (10 épisodes)
- Ayisha Issa : Brittany « Bouba » Sizzla (10 épisodes)

#### Personnel
- Salomé Corbo : Caroline Laplante (24 épisodes)
- François Papineau : Normand Despins (23 épisodes)
- Paul Doucet : Georges Sainte-Marie (22 épisodes)
- Debbie Lynch-White : Nancy Prévost (21 épisodes)
- Normand Daneau : Martin Lavallée (17 épisodes)
- Luc Guérin : Steven Picard (15 épisodes)
- Mariloup Wolfe : Agathe Boisbriand (14 épisodes)
- Jean Marchand : Rolland Montmorency (13 épisodes)
- Mélanie Pilon : Mélissa Caron (12 épisodes)

#### Entourage de Marie Lamontagne
- Patrice L'Écuyer : Benoît Frigon (10 épisodes)
- Émilie Bibeau : Lucie Lamontagne (9 épisodes)
- Olivier Barrette : Sébastien Petit (9 épisodes)
- Frédérique Dufort : Léa Petit (8 épisodes)

### Invités

#### Détenues
- Danielle Proulx : Henriette Boulier (2 épisodes)

#### Personnel
- Danièle Lorain : Pauline Duquette (9 épisodes)
- Rosalie Julien : Fannie Beaulieu (9 épisodes)
- Jonathan Michaud : Paul Crevier (5 épisodes)
- Mathieu Baron : Marco Choquette (5 épisodes)

#### Entourage
- Iannicko N'Doua-Légaré : Olivier Barro (9 épisodes)
- Hubert Proulx : Serge Biron (6 épisodes)
- Pascale Desrochers : Brigitte Lepage (6 épisodes)
- Danny Gilmore : Bertrand Pariseau (4 épisodes)
- Geneviève Morin-Dupont : Julie Despins (4 épisodes)
- Amélie Grenier : Me Claude Marois (4 épisodes)
- Roger La Rue : Gérard Biron (4 épisodes)
- Julie Du Page : Arlette (3 épisodes)
- Anie Pascale : Paule Gauthier (3 épisodes)
- Charles-Alexandre Dubé : Jasmin Chartrand (3 épisodes)
- Zoélie Lampron-Fournier : Pascaline Duhaime (2 épisodes)
- Rémi Goulet : Rémi Chartrand (2 épisodes)
- Pierre Collin : Yvon Lamontagne (1 épisode)
- France Pilotte : Madeleine Duhaime (1 épisode)
- Marc Fournier : Médecin de Lietteville (1 épisode)

## Audiences
Il est important de noter qu'à partir du 19 novembre 2013, Numeris a commencé à publier les données finales des cotes d'écoute en incluant les visionnements des enregistrements sept jours suivant la diffusion de l'épisode.
Pour les cotes d'écoute en direct, soit du 10 septembre 2013 au 12 novembre 2013, la série a perdu un peu plus de 250 000 téléspectateurs. En moyenne, elle a été visionnée par 1 730 000 téléspectateurs. Pour le reste de la saison, c'est-à-dire du 19 novembre 2013 au 1er avril 2014, la moyenne des cotes d'écoute est de 1 996 600 téléspectateurs, ce qui inclut les enregistrements.
| №  | Première diffusion | Cotes d'écoute  | Cotes d'écoute | Rang semaine |    | №                | Première diffusion | Cotes d'écoute | Cotes d'écoute | Rang semaine |
| -- | ------------------ | --------------- | -------------- | ------------ | -- | ---------------- | ------------------ | -------------- | -------------- | ------------ |
| 1  | 10 septembre 2013  | en augmentation | 1 830 000      | 1er          | 13 | 3 décembre 2013  | en augmentation    | 2 113 000      | 1er            |              |
| 2  | 17 septembre 2013  | en diminution   | 1 820 000      | 2e           | 14 | 10 décembre 2013 | en diminution      | 2 025 000      | 1er            |              |
| 3  | 24 septembre 2013  | en diminution   | 1 792 000      | 2e           | 15 | 14 janvier 2014  | en augmentation    | 2 068 000      | 2e             |              |
| 4  | 1er octobre 2013   | en diminution   | 1 639 000      | 2e           | 16 | 21 janvier 2014  | en augmentation    | 2 110 000      | 2e             |              |
| 5  | 8 octobre 2013     | en augmentation | 1 883 000      | 1er          | 17 | 28 janvier 2014  | en diminution      | 1 948 000      | 3e             |              |
| 6  | 15 octobre 2013    | en diminution   | 1 629 000      | 1er          | 18 | 4 février 2014   | en diminution      | 1 919 000      | 3e             |              |
| 7  | 22 octobre 2013    | en augmentation | 1 729 000      | 2e           | 19 | 25 février 2014  | en augmentation    | 1 963 000      | 2e             |              |
| 8  | 29 octobre 2013    | en diminution   | 1 616 000      | 2e           | 20 | 4 mars 2014      | en diminution      | 1 887 000      | 2e             |              |
| 9  | 5 novembre 2013    | en augmentation | 1 684 000      | 1er          | 21 | 11 mars 2014     | en augmentation    | 1 967 000      | 2e             |              |
| 10 | 12 novembre 2013   | en diminution   | 1 645 000      | 2e           | 22 | 18 mars 2014     | en diminution      | 1 918 000      | 3e             |              |
| 11 | 19 novembre 2013   | en stagnation   | 2 038 000      | 1er          | 23 | 25 mars 2014     | en augmentation    | 1 957 000      | 3e             |              |
| 12 | 26 novembre 2013   | en diminution   | 2 029 000      | 1er          | 24 | 1er avril 2014   | en augmentation    | 2 010 000      | 2e             |              |